# Imagination
"Imagination" är en låt framförd av den kanadensiska sångaren Tamia från sitt självbetitlade debutalbum (1998). Låten gavs ut som huvudsingeln från albumet den 3 mars 1998. "Imagination" skrevs och producerades av Jermaine Dupri och Manuel Seal. Den innehåller en interpolation av "I Want You Back" som skrevs av Berry Gordy, Alphonzo Mizell, Freddie Perren och Deke Richards.

## Bakgrund och utgivning
Under början av 1990-talet fick den kanadensiska sångaren Tamia ett skivkontrakt med Quincy Jones Qwest Records och började därefter jobba på en musikkarriär. De kommande åren släpptes flera singlar som blev uppmärksammade. Debuten "You Put a Move on My Heart", "Slow Jams" (framförd tillsammans med Jones, Babyface, Portrait och Barry White) och "Missing You" (framförd tillsammans med Brandy Norwood, Chaka Khan och Gladys Knight) blev alla Grammy-nominerade vilket gjorde Tamia till en av de mest lovande nya R&B-sångarna i USA. Det fanns därför höga förväntningar på debutalbumet Tamia som släpptes i april 1998.

## Inspelning och komposition
"Imagination" skrevs av Jermaine Dupri och Manuel Seal. Berry Gordy, Alphonzo Mizell, Freddie Perren och Deke Richards krediteras även som låtens textförfattare då den innehåller en interpolation av "I Want You Back" vars låttext skapades av dem.

## Mottagande
Leo Stanley från Allmusic beskrev "Imagination" som det starkaste spåret på Tamia och ansåg att den gav prov på Tamias potential. I motsats tyckte Paul Verna, en skribent vid Billboard Magazine, att låten var albumets minst lyckade spår; "Tamia är mindre imponerande på huvudsingeln 'Imagination' som saknar den kraftfulla sången från 'You Put a Move on My Heart'. Jermaine Dupri måhända har skrivit 'Imagination' men hans rap passar inte Tamias stil."

## Musikvideo
Musikvideon till "Imagination" regisserades av Paul Hunter som inspirerades av filmen Skönheten och odjuret. I en intervju med MTV Radio Network förklarade Tamia att kontrasten mellan låten och musikvideon fick videon att stå ut i jämförelse till andra hiphop-singlar: "Jag tror att den fångade många människors uppmärksamhet." Hon utvecklade: "Den var inte filmad med samma fisklins eller hade starka färger med glitter fallande från himlen och jag tror att folk tänkte 'Okej, det låter som en hiphop-låt men hon har en Nine Inch Nails-video, hur kommer det sig?'."

## Format och innehållsförteckningar
- Amerikansk CD-singel

1. "Imagination" (Album Version)
2. "Imagination" (Album Version Without Jermaine Dupri's rap)

- Amerikansk Maxi-singel

1. "Imagination" (Album Version)
2. "Imagination" (Radio Edit)
3. "Imagination" (Remix)
4. "So Into You"

## Topplistor
| Listor (1998)                         | Högsta listplacering |
| ------------------------------------- | -------------------- |
| Kanada (Canadian Singles Chart)       | 12                   |
| USA Billboard Hot 100                 | 37                   |
| USA Hot R&B/Hip-Hop Songs (Billboard) | 12                   |